# Ponsse
Ponsse (полное наименование — Ponsse Plc., фин. Ponsse Oyj) — финская компания. Штаб-квартира расположена в Виеремя.
Ponsse Plc. специализируется на продажах, производстве и обслуживании лесозаготовительных машин, работающих по сортиментной технологии.
Компания была основана финским предпринимателем Эйнари Видгреном (1943-2010) в 1970 году и с тех пор является пионером по внедрению решений лесозаготовок, основанных на сортиментной технологии. Акции компании включены в список NASDAQ OMX Nordic. Ponsse ведёт свою деятельность примерно в 40 странах.

## Собственники и руководство
Основные владельцы компании:
| Акционер                                 | Процент акций |
| ---------------------------------------- | ------------- |
| Vidgrén Einari estate                    | 47,67         |
| Vidgrén Juha                             | 10,24         |
| Tapiola Mutual Pension Insurance Company | 3,36          |
| Nordea Bank Finland Plc (nom. reg.)      | 1,62          |
| Aktia Capital mutual fund                | 1,59          |

Председатель совета директоров компании — Юха Видгрен. Главный управляющий — Юхо Нуммела.